# Johnny Marks
Johnny Marks est un auteur-compositeur américain, né le 10 novembre 1909 à Mount Vernon et mort le 3 septembre 1985 à New York. Il est notamment connu pour ses chants de Noël comme Le Petit Renne au nez rouge (un succès pour Gene Autry et d'autres), I Heard the Bells on Christmas Day (enregistré en premier par Bing Crosby), Danser autour du vert sapin (un succès pour Brenda Lee) ou encore A Holly Jolly Christmas (enregistré par the Quinto Sisters, et puis Burl Ives).

## Biographie

### Jeunesse et vie privée
Marks est née à Mount Vernon, New York, dans une famille juive,. Diplômé de l'université Colgate et de l'université Columbia, Marks a, ensuite, étudié à Paris. Il reçut une Bronze Star et 4 étoiles de bataille comme capitaine dans le 26e compagnie de services spéciaux pendant la Seconde Guerre mondiale. Il est un grand-oncle de l'économiste Steven Levitt.

### Carrière
Son travail inclut plusieurs chansons de Noël contemporaines, la plus notable étant Le petit renne au nez rouge. La chanson a été basée sur un poème du même nom, écrit par un beau-frère de Marks qui est aussi le créateur de Rudolph, Robert L. May. Bien que Frosty the Snowman et Jingle Bell Rock aient la même structure musicale et progression d'accord que Rudolph, Rockin', and Holly Jolly, ces chansons ont été écrites par différents auteurs.
En plus d'avoir écrit des chansons, il fonda St. Nicholas Music en 1949, il fut directeur de l'ASCAP de 1957 à 1961.  Il est mort à New York en 1985.

## Son œuvre (liste incomplète)

### Chansons de Noël
- Le Petit Renne au nez rouge – 1949 (inspiré par un poème de Robert L. May, beau-frère de Marks)
- When Santa Claus Gets Your Letter – 1952
- The Night Before Christmas Song – 1952
- An Old-Fashioned Christmas – 1952
- Everyone's a Child at Christmas – 1956
- I Heard the Bells on Christmas Day – 1956 (paroles de Henry Wadsworth Longfellow, adaptées par Marks)
- Rockin' Around the Christmas Tree – 1958
- A Merry, Merry Christmas to You – 1959
- The Santa Claus Parade – 1959
- A Holly Jolly Christmas – 1962
- Jingle, Jingle, Jingle – 1964
- The Most Wonderful Day of the Year – 1964
- Silver and Gold – 1964
- We Are Santa's Elves – 1964
- A'Caroling We Go – 1966
- Joyous Christmas – 1969

### Autres
- Happy New Year Darling – 1946 (avec J. Carmen Lombardo)
- Address Unknown
- Chicken Today and Feathers Tomorrow
- Don't Cross Your Fingers, Cross Your Heart
- Free
- How Long Is Forever?
- I Guess There's an End to Everything
- Neglected
- She'll Always Remember
- Summer Holiday
- There's Always Tomorrow
- We Speak of You Often
- What've You Got to Lose But Your Heart
- Who Calls?